# Dinkay Pál
Dinkay Pál (Szakolca, 1788. január 22. – 1857) egri egyházmegyei pap, tanár.

## Élete
Iskoláit Esztergomban, Gyöngyösön és Egerben végezte; 1804-ben belépett a növendékpapok közé s végzett tanulmányai után 1811. február 12. főpásztora ordinálta. Gyöngyösön két és fél évig káplánkodott, azután az egri káptalan praebendatusa és egyúttal a lyceumi könyvtár őre lett. Kevéssel azután tanár lett az egri jogi lyceumban, hol a statisztikát és bányajogot tanította. Meghalt mint patai főesperes 1857-ben.

## Munkái
Carmen bucolicum honoribus exc. illustr. rev. d. Stephani l. b. Fischer hucdum episcopi Szatmariensis… nunc vero metropolitanae ecclesiae Agriensis archiepiscopi,… occasione solemnis ejusdem adventus a clero juniore Agriensi dicatum. Agriae, (1807.)
Kéziratban: A zsidók régi és mostani állapotjának gondos megtekintése és annak jobb karba lehető hozásának rövid rajzalakja; többi 33 kézirati munkáját is fölsorolja Koncz Ákos, ezek közül: Statistica statuum Europaeorum praesertim monarchiae Austriacae (1832. előadásai szerint Ladomérszky János 1837. másolatában, 4-rét 518 lap)